# Зюбер, Жан
Жан Зюбер (фр. Jean Zuber; 1 мая 1773, Риксайм — 8 августа 1852, Риксайм) — французский коммерсант и промышленник из Эльзаса. Известен тем, что в 1797 году основал компанию по производству бумажных обоев «Zuber et Cie» в Риксхайме. Фирма бумажных обоев, основанная Зюбером, существует до настоящего времени. Ныне на фабрике от 80 до 90 % продукции по-прежнему печатается с использованием традиционных технологий и оригинальных печатных форм.

## Биография
Жан Зюбер — уроженец Риксайма в Эльзасе (ныне департамент Верхний Рейн, округ Мюлуз на северо-востоке Франции). Данных о его личной жизни немного. Известно, что в возрасте семнадцати лет он начал работать торговым представителем в обойной фирме в Мюлузе, а затем в 1797 году перевёл компанию в Риксайм. К 1802 году Зюбер стал её единственным владельцем, назвав предприятие «Zuber et Cie».
8 августа 1796 года он женился на Элизабет Сперлин (1775—1856), и у них родилось двое сыновей: Жан Зюбер-Младший (1799—1853) и Фредерик Зюбер (1803—1891).
В 1834 году он был награждён Орденом Почетного легиона за свои промышленные достижения. Зюбер скончался в возрасте семидесяти девяти лет в своей резиденции «La Commanderie Park» в Риксайме. Его внук — французский живописец-пейзажист Анри Зюбер.

## «Живописные обои» Зюбера
Предприятие Зюбера получило широкую известность благодаря так называемым «живописным», или «панорамным», печатным обоям на бумаге изысканных цветов и рисунков, которые стали выпускать аналогично принятым ранее и более дорогим обоям на шёлковых тканях. Как и ранее Жозеф Дюфур, Зюбер тесно сотрудничал с художниками, создававшими полномасштабные панорамные изобразительные композиции, служившие «картонами» для изготовления резных деревянных досок, с которых вручную, подобно традиционной ксилографии (гравюре на дереве) производилась печать на бумагу. Для каждого цвета многокрасочной печати гравировалась отдельная доска, для печати одного декоративного панно иногда требовалось до полусотни и более досок. Рисунок мелких деталей дополняли ручной росписью гуашью с использованием трафарета. Отдельные листы затем склеивали в длинные рулоны.
С 1804 по 1860 год Жан Зюбер и его преемники предложили двадцать пять различных серий, начиная с «Видов Швейцарии» (Les Vues de Suisse, 1804) по рисункам Пьера-Антуана Монжена (1761—1827). Монжен также создал рисунки для обоев «Индустан» (1807), в которых экзотическая картина Индии изображена в ярких красках. Данью моде на романтический неоготический, или «шотландский», стиль («стиль шотландских баронов») по мотивам романов Вальтера Скотта мастера мануфактуры Зюбера отдали в знаменитой серии «Виды Шотландии, или Дама Озера» (Les Vues d'Écosse ou la Dame du Lac). Успехом пользовались обои, имитирующие готическую деревянную обшивку стен с орнаментами «льняных складок» и масверка в «стиле трубадур».
С 1804 года фабрика Зюбера создавала обои с пейзажными и батальными сценами в стиле ампир. Спустя годы серия «Les Lointains» (1825) предложила романтическую композицию в технике гризайль с изображением архитектурных деталей, разбросанных в саду, а затем последовали обои в стиле «шинуазри» (Décor Chinois, 1832), изображающие китайские пейзажи. В 1834 году Зюбер представил «Виды Северной Америки» (Les Vues d’Amérique du Nord), французский портрет Нового Света, созданный Жаном-Жюльеном Дельтилем (1791—1863). Помимо широко известных обоев с живописными видами, фабрика создала большую коллекцию обоев с рисунками или узорами, такими как фризы, бордюры, потолочные розы и архитектурные «обманки».
Современный производитель «Zuber et Cie» использует оригинальные старинные деревянные печатные доски, которые Министерство культуры Франции отнесло к категории исторических памятников. В сводчатых подвалах фабрики хранится более 150 000 таких печатных форм.